# 佐々木積
佐々木 積（ささき つもる、本名は同読で百千万億、1885年3月3日 - 1945年1月2日）は、日本の俳優である。坪内逍遥、島村抱月の「文芸協会」で「日本の女優第一号」こと松井須磨子の同期として新劇俳優を始め、「舞台協会」を設立、また日活や東亜キネマの無声映画にも出演した。のちのスター女優夏川静江、おなじくのちの俳優夏川大二郎は妻の連れ子である。

## 来歴・人物
本名の「佐々木 百千万億」は珍名である。早稲田大学文学部露文科卒業。1909年（明治42年）4月、24歳のときに、坪内逍遥、島村抱月の「文芸協会」が設立した「文芸協会演劇研究所」に入学する。同期生は、武田正憲、林和、柳下富司、伊藤理基、掬月晴臣、日高清、久里四郎、志田徳三、松井須磨子、三田千栄子（のちの山川浦路、上山草人の妻）、五十嵐吉野の11名であった。同年9月の再募集入学組には上山草人、河竹繁俊がいた。
1913年（大正2年）5月31日、同協会を抱月が退会、須磨子が諭旨退会処分で去り、解散にまで追い詰められる。佐々木は、同年11月、横川唯治、加藤精一、森英治郎、吉田幸三郎らと「舞台協会」を結成、帝国劇場で第一回公演を打つ。
1921年（大正10年）、36歳のときに結婚、相手は、上山草人の「近代劇協会」の舞台でデビューし、帰山教正の「映画芸術協会」の設立第二作『生の輝き』に弟（のちの夏川大二郎）とともにそろって映画デビューしていた子役・夏川静江（当時11歳）の母であった。
1923年（大正12年）、日活向島撮影所に入社、田中栄三監督の『髑髏の舞』、つづいて同監督の『忘れな草』に義娘・静江とともに出演する。1920年に先に入社していた「舞台協会」の同志・森英治郎も、前者には出演している。静江は少女なりに順調に主役を獲得していくが、佐々木は脇役ばかりだった。同年秋まで5作に出演し、1925年には森英二郎とともに兵庫・甲陽園に移り、東亜キネマ甲陽撮影所に入社、桜庭青蘭監督の『虹を追ふて』で主演となる。静江も同作には出演している。森が「映画芸術協会」出身の出雲美樹子とともに主役を張っているのに比して、佐々木は1作以外はやはり脇であった。同年いっぱいで東亜を退社、舞台に専念する。
1927年（昭和2年）、静江は18歳で京都に移り、日活大将軍撮影所に入社、順調にキャリアを積み始め、スターとなっていく。
1928年（昭和3年）、佐々木は、東京の帝国劇場の舞台『大菩薩峠』で与八を演じている。その後、1937年（昭和12年）には、日活京都撮影所の大作、大河内伝次郎主演『大菩薩峠 第一篇 甲源一刀流の巻』（監督稲垣浩、応援監督山中貞雄・荒井良平）に出演、中村一心斎を演じた。最初で最後のトーキー出演であった。
1945年（昭和20年）1月2日、心臓病のため、静岡県伊東市鎌田の疎開先で死去した。満59歳没。

## フィルモグラフィ
日活向島撮影所
- 髑髏の舞　1923年　監督田中栄三
- 忘れな草　1923年　監督田中栄三
- 血の洗礼　1923年　監督若山治
- 毒塵　1923年　監督細山喜代松
- 山の悲劇　1923年　監督鈴木謙作

東亜キネマ甲陽撮影所
- 虹を追ふて　1925年　監督桜庭青蘭
- 運命の十字路　1925年　監督阪田重則
- お艶殺し　1925年　監督阪田重則

日活京都撮影所
- 大菩薩峠 第一篇 甲源一刀流の巻　1937年　監督稲垣浩、応援監督山中貞雄・荒井良平

## 関連事項
- 文芸協会 - 舞台協会
- 夏川静江

## 註
1. 1 2  竹中一男『近代日本の道程』サイト内の「第三章 演劇の目覚めと展開」の記述を参照。
2. 1 2  日本映画データベースの「佐々木積」を参照。
3. ↑  平山蘆江『大菩薩峠芝居話』（「騒人」誌1928年3月号掲載）の記述を参照。青空文庫サイト内の「平山蘆江 大菩薩峠芝居話」に原文が掲載されている。
4. ↑  『東京新聞』夕刊、昭和20年1月15日付、2頁。